# Ektropion

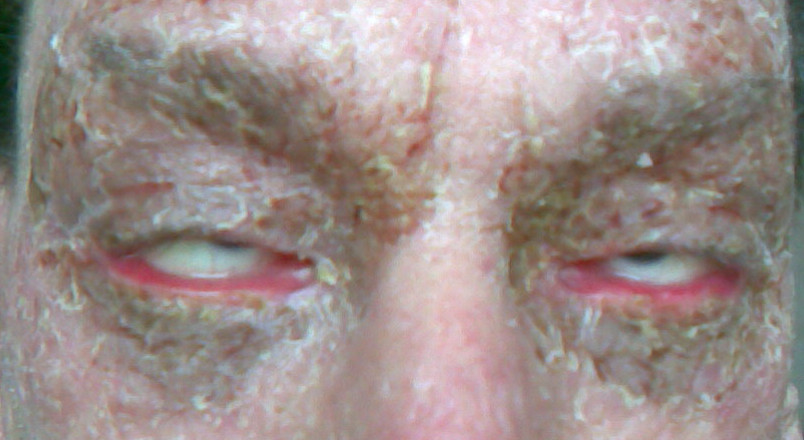
Patient med Ektropion, slutna ögon.

Ektropion innebär att ögonlocket, vanligen det nedre, ligger vänt utåt. Detta kan medföra att tårarnas avflöde inte fungerar som det ska, vilket i sin tur kan ge ett ökat tårflöde (epifora). På grund av att ögat inte heller fuktas ordentligt kan detta leda till hornhinneinflammation (keratit).
Orsaker
- Hög ålder - minskad elasticitet av ögonlocket[1][2]
- Kongenitalt - medfödd missbildning
- Ärrbildning - efter till exempel operation och strålning
- Ansiktsförlamning (facialispares) -  kan ge oförmåga att sluta ögonlocken (lagoftalmus)
- Mekanisk - utväxter på ögonlocket som får det att vända sig utåt